# サイトカイニン

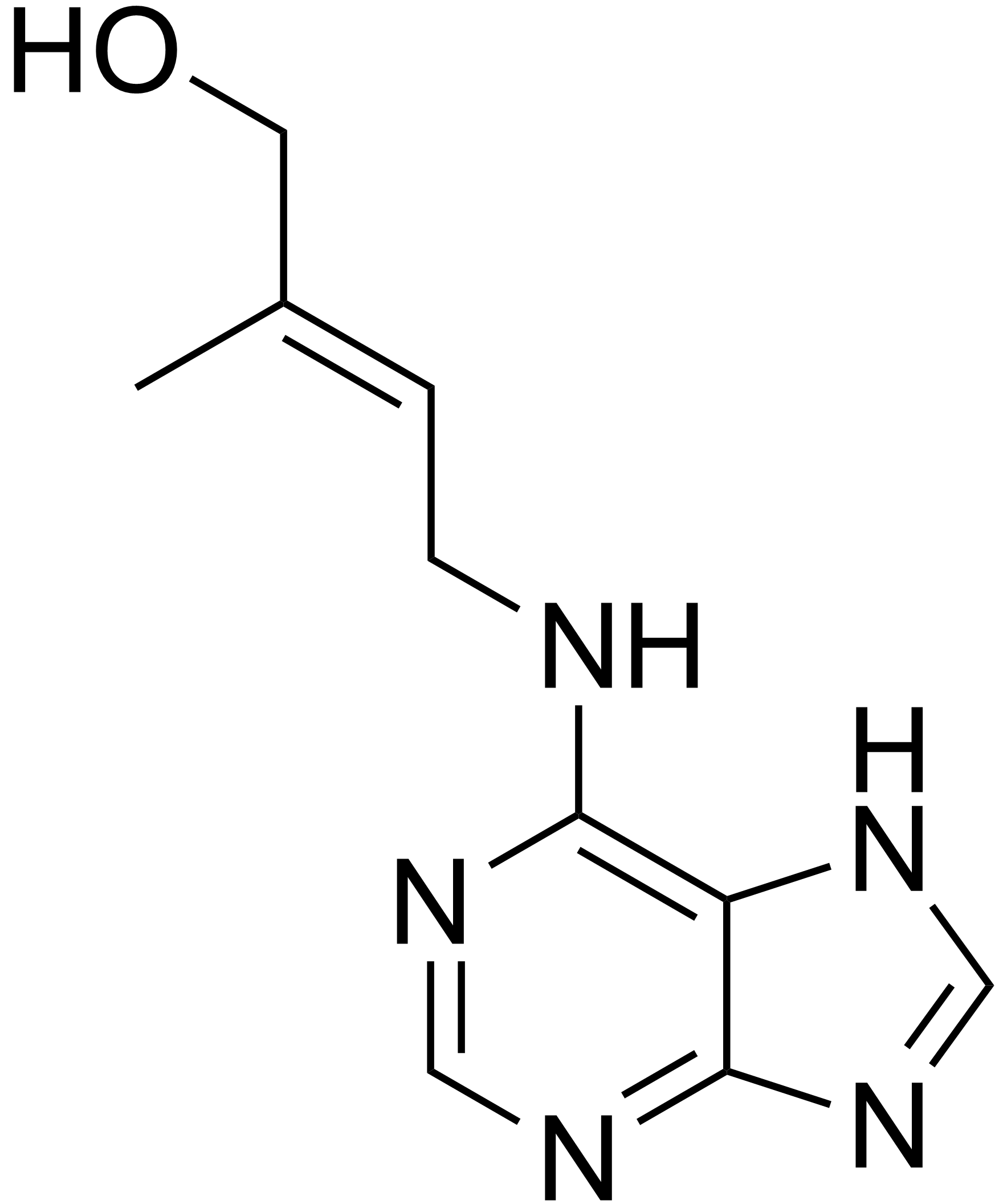
天然サイトカイニンのゼアチン

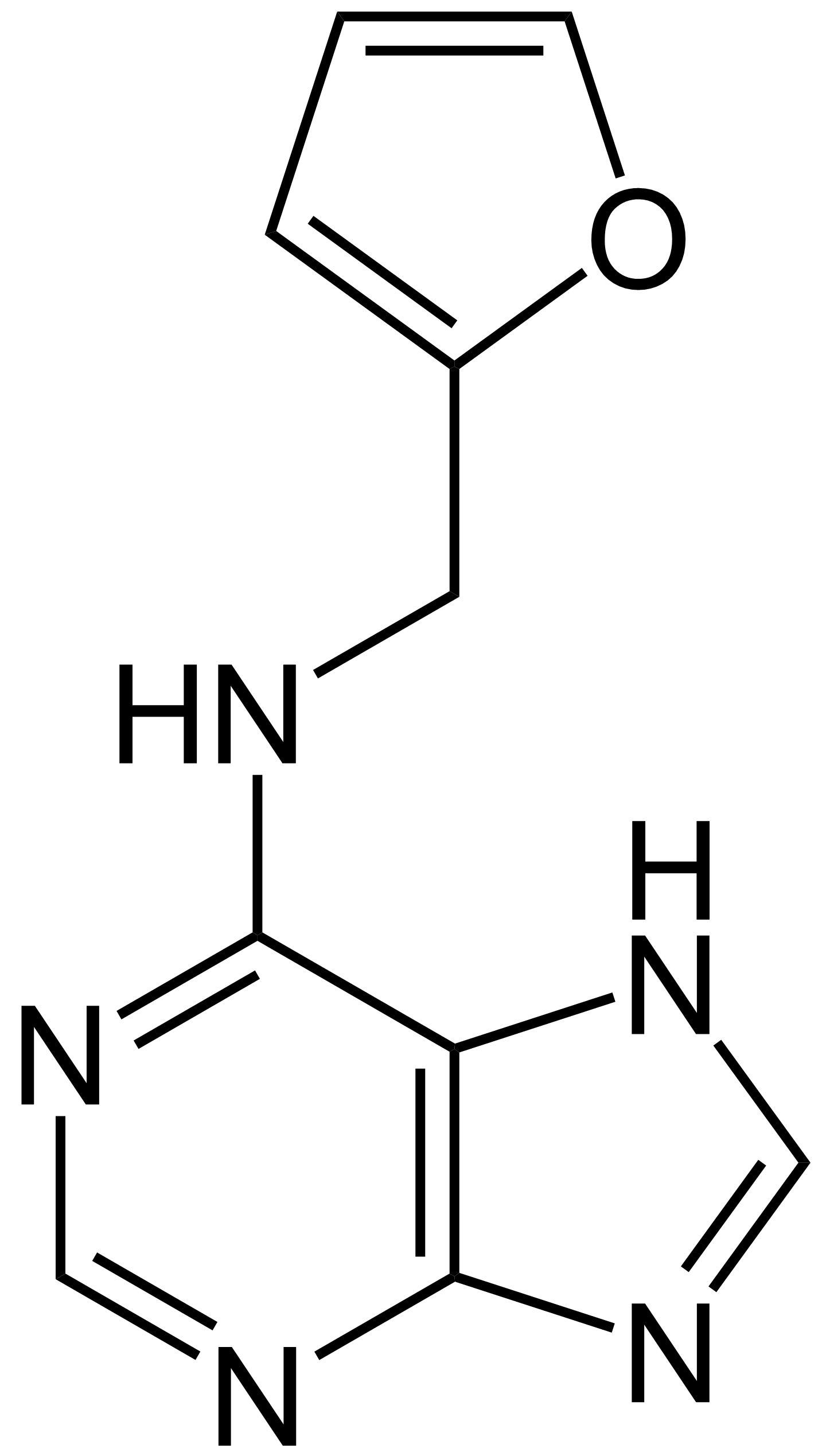
天然サイトカイニンのカイネチン

サイトカイニン (cytokinin) は植物ホルモンの一種。一般に オーキシン存在下で細胞分裂、シュート形成の誘導効果をもつ化合物一群の総称とされる。略称 CK。

## 発見の歴史
- 1913年にハーバーランド (Haberlandt) はジャガイモの師管浸出液に細胞分裂を誘導し、傷口にカルスを形成させる作用があることを発見。
- 1940年代後半から1950年代前半にかけてスクーグ（Skoog）らによりココナッツミルクや酵母抽出液に細胞分裂促進作用があることを発見。活性物質を精製することによりプリン塩基を含むことが確認される。
- スクーグ研究室のミラー（Miller）はニシンの精子由来の古いDNAに強い活性があることを確認し、DNAの分解産物が活性物質本体と考えた。この物質は1955年に加熱したDNAから単離され、カイネチンと命名された。
- 1964年にリーサム（Letham）らはトウモロコシの未熟な種子からゼアチンを単離、これが最初に発見された天然サイトカイニンである。
- 1965年にはカイネチン、ゼアチンのようにオーキシン存在下で細胞分裂を促進する物質を細胞質分裂（cytokinesis）からサイトカイニンと総称することが提案された。

## 植物体内での合成・分布
サイトカイニンの生合成や応答の分子レベルでのしくみについて研究が進みだしたのは21世紀に入ってからのことであり、詳しいことはまだわかっていないことが多い。
サイトカイニンの合成経路は2つの説がある。1つ目はtRNAは特定のアデニン残基がイソペンテニル化されているので、その分解産物がサイトカイニンになるという経路である。しかし仮にこの経路が存在したとしても、tRNAの分解速度から考えると、主要な経路ではないと考えられている。2つ目の説はAMPのイソペンテニル化に続いてリン酸、リボースが脱離していく経路である。この経路は植物病原菌で確認されて（正確には病原菌が植物体内へイソペンテニル化の酵素もしくは遺伝子を導入しているので、病原菌自身がサイトカイニン合成経路をもつわけではない）おり、植物についても同様の経路で合成していると考えられていたが、近年の研究によると植物ではイソペンテニル化の基質はATPまたはADPであるらしい（2007年、茎頂分裂組織で働く、リン酸化リボースを脱離させる加水分解酵素が稲で単離された（Nature Vol.445 652-655, kurakawa他））。
サイトカイニンは主に根で合成され、道管を通って地上部に輸送される。分裂組織、未熟な種子、形成途中の維管束などで濃度が高い。

## 効果
サイトカイニンの作用については古くから細胞分裂やシュート(地上部)形成作用が確認されていたが、その他の作用についてサイトカイニン欠損株のある植物が知られていなかったこともあり、研究が進んだのはごく最近のことである。
具体的な作用を以下に示す。
- 細胞分裂促進 — 植物は成長点や形成層を含まない組織片ではオーキシンとサイトカイニンが存在しなければ細胞分裂は起こらない。細胞から培養する場合は特にホルモンの要求性は厳密になる。一般に高濃度のオーキシンとサイトカイニンを含む培地で細胞を培養すると無秩序な細胞の塊(カルス)を形成する。
- シュートの形成 — カルスをオーキシン、サイトカイニン存在下で培養するとシュートが形成される。サイトカイニンが存在しない場合一般に根の形成が促進される。
- 側芽の成長促進 — 頂芽優勢を解除し側芽の成長を促進する。
- 老化抑制 — 葉の老化時には葉のサイトカイニン量の減少が認められる。また、切り取った葉を水に挿しておいた場合サイトカイニン存在下では緑色が保たれる。
- シンク化 — 栄養分の輸送において送り込む器官をソース、取り込む器官をシンクという。サイトカイニンを植物体に塗ると、その部位のシンクとしての性質を高める。上記の老化抑制にはこのシンク強度増加作用が関わっていると考えられている。
- その他の作用 — その他種子の発達、エチレン合成促進作用が確認されている。

## 農業への利用

合成サイトカイニンのチジアズロン

イチゴやランなどは優良株のクローンやウイルスフリーの植物を作るため組織培養させている。ここに成長制御物質としてサイトカイニンが使われている。また、ワタの収穫前に葉を落とすために使用するが、現在サイトカイニンの使用はこの用途が最も多い。その他リンゴなど果樹の枝の数を増やす、スイカやメロンの着果促進、ブドウ、キウイの果粒肥大促進を目的に利用されている。
なお、天然サイトカイニンのゼアチンは高価なため合成品のベンジルアデニンやチジアズロンが使用されている。

## その他
- 動物にも細胞分裂を促進するサイトカインという物質があるが、サイトカイニンとは全く違う物質である。